# Vila do Conde (freguesia)
A Freguesia de Vila do Conde, com sede na cidade que lhe deu o nome, é uma freguesia portuguesa do Município de Vila do Conde, com 6,78 km² de área e 29 328 habitantes (censo de 2021), tendo, por isso, uma densidade populacional de 4 325,7 hab./km².

## Demografia
A população registada nos censos foi:
Nota: Nos censos de 1878 a 1930 tinha anexada a freguesia de Formariz. Pelo decreto-lei nº 27 424, de 31/12/1936, a freguesia de Formariz foi extinta e incorporada nesta freguesia
| Distribuição da População por Grupos Etários | Distribuição da População por Grupos Etários | Distribuição da População por Grupos Etários | Distribuição da População por Grupos Etários | Distribuição da População por Grupos Etários |
| -------------------------------------------- | -------------------------------------------- | -------------------------------------------- | -------------------------------------------- | -------------------------------------------- |
| Ano                                          | 0-14 Anos                                    | 15-24 Anos                                   | 25-64 Anos                                   | > 65 Anos                                    |
| 2001                                         | 4851                                         | 4150                                         | 14091                                        | 2639                                         |
| 2011                                         | 4771                                         | 3486                                         | 16513                                        | 3866                                         |
| 2021                                         | 4226                                         | 3191                                         | 16072                                        | 5839                                         |

## Património

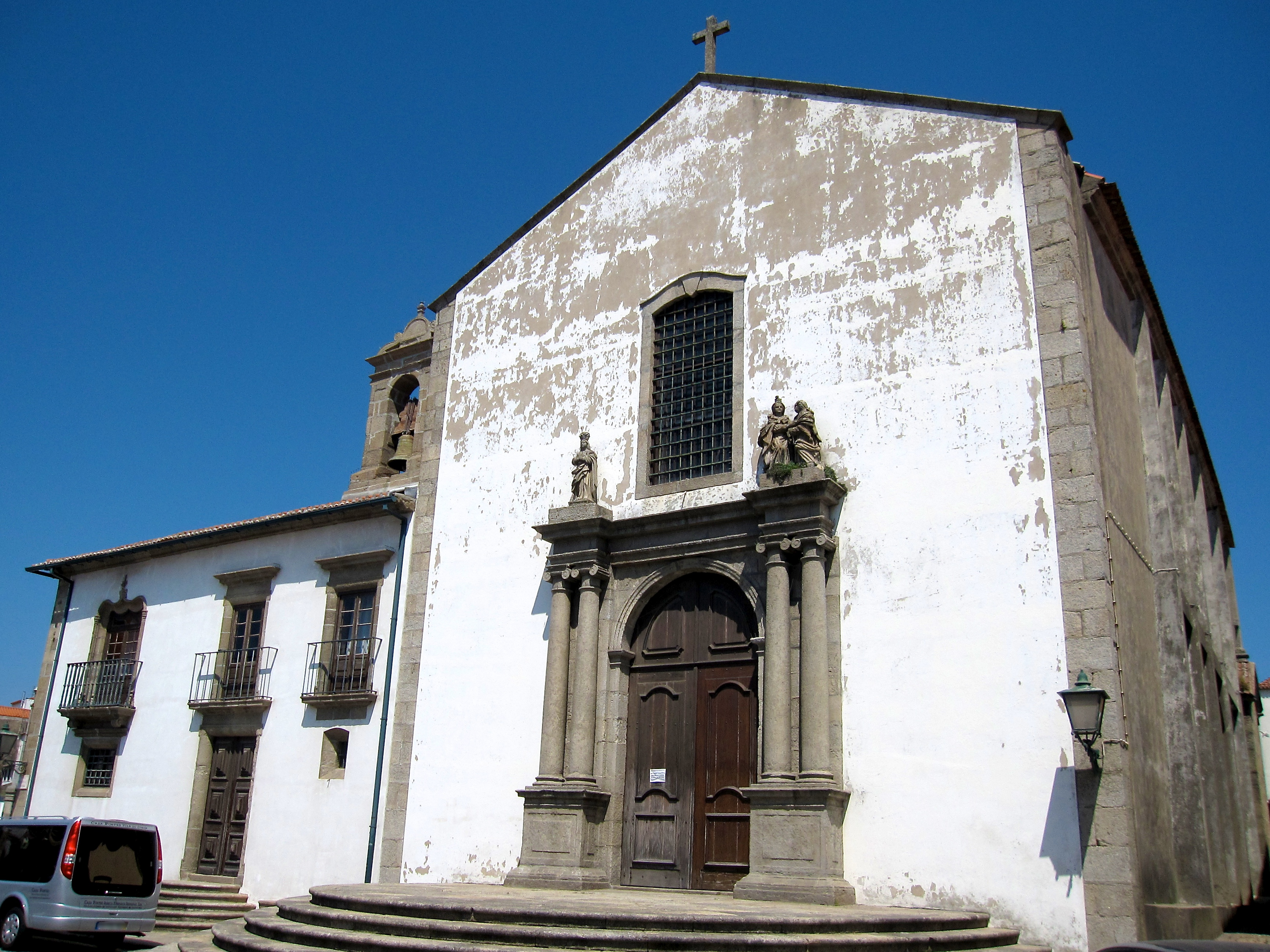
Igreja da Misericórdia de Vila do Conde

- Igreja de São João Baptista ou Igreja Matriz de Vila do Conde
- Pelourinho de Vila do Conde
- Aqueduto de Vila do Conde ou Aqueduto de Santa Clara
- Igreja de Santa Clara (Vila do Conde)
- Casa do Morgado de São Bento
- Casa de São Roque
- Casa São Sebastião e jardim
- Palacete Melo
- Capela de Santa Catarina (lugar de Santa Catarina)
- Capela de Nossa Senhora da Guia
- Capela do Socorro
- Casa de Submosteiro ou Casa dos Vasconcelos
- Forte de São João Baptista ou Castelo de Vila do Conde ou Forte de Nossa Senhora da Assunção
- Igreja da Misericórdia de Vila do Conde
- Igreja de Nossa Senhora da Lapa
- Farolim do molhe norte de Vila do Conde

## Personalidades de Vila do Conde
Estão ligadas a esta cidade numerosas figuras relevantes da história portuguesa, como Afonso Sanches, Manuel de Sá, Gaspar Manuel, Frei João de Vila do Conde, D. João Ribeiro Gaio, Domingos da Soledade Silos, Antero de Quental, José Régio, etc.

## Resultados eleitorais

### Eleições autárquicas (Junta de Freguesia)
| Partido        | %     | M    | %     | M    | %     | M    | %     | M    | %     | M    | %     | M    | %     | M    | %     | M    | %     | M    | %     | M    | %     | M    | %     | M    |
| Partido        | 1976  | 1976 | 1979  | 1979 | 1982  | 1982 | 1985  | 1985 | 1989  | 1989 | 1993  | 1993 | 1997  | 1997 | 2001  | 2001 | 2005  | 2005 | 2009  | 2009 | 2013  | 2013 | 2017  | 2017 |
| -------------- | ----- | ---- | ----- | ---- | ----- | ---- | ----- | ---- | ----- | ---- | ----- | ---- | ----- | ---- | ----- | ---- | ----- | ---- | ----- | ---- | ----- | ---- | ----- | ---- |
| PS             | 46,77 | 6    | 55,61 | 11   | 57,25 | 12   | 57,31 | 8    | 64,59 | 10   | 68,90 | 10   | 65,22 | 14   | 54,30 | 8    | 56,19 | 12   | 62,40 | 13   | 45,05 | 10   | 36,35 | 8    |
| PPD/PSD        | 20,24 | 3    |       |      |       |      | 20,56 | 3    | 25,39 | 3    | 19,82 | 3    | 22,20 | 4    |       |      |       |      |       |      |       |      |       |      |
| FEPU/APU/CDU   | 15,12 | 2    | 11,47 | 2    | 12,75 | 2    | 11,59 | 1    | 5,13  | -    | 5,72  | -    | 6,14  | 1    | 4,88  | -    | 4,21  | -    | 4,64  | -    | 7,15  | 1    | 3,16  | -    |
| CDS-PP         | 14,71 | 2    |       |      |       |      | 7,65  | 1    |       |      | 3,34  | -    | 3,05  | -    |       |      |       |      |       |      | 5,67  | 1    |       |      |
| AD             |       |      | 30,84 | 6    | 26,62 | 5    |       |      |       |      |       |      |       |      |       |      |       |      |       |      |       |      |       |      |
| PPD/PSD.CDS-PP |       |      |       |      |       |      |       |      |       |      |       |      |       |      | 36,85 | 5    | 33,11 | 7    | 24,34 | 5    |       |      | 12,84 | 2    |
| B.E.           |       |      |       |      |       |      |       |      |       |      |       |      |       |      | 1,49  | -    | 3,80  | -    | 5,49  | 1    | 3,34  | -    | 2,57  | -    |
| IND            |       |      |       |      |       |      |       |      |       |      |       |      |       |      |       |      |       |      |       |      |       |      | 41,66 | 9    |
| MDP-CDE/PRD    |       |      |       |      |       |      |       |      | 2,76  | -    |       |      |       |      |       |      |       |      |       |      |       |      |       |      |